# Derviçan
Derviçan o Dervician (greco: Δερβιτσ(ι)άνη, Dervits(i)ani; italiano: Dèlvizzani) è una frazione del comune di Dropull (in greco Κάτω Δρόπολις, Kato Dropolis), situato nella prefettura di Argirocastro. Fa parte della regione geografica del Dropull.
A Derviçan, nel 1991, alcuni rappresentanti della minoranza greca di Albania hanno fondato l'organizzazione politica Omonoia.
Il comune è abitato dalla minoranza greca d'Albania.
| Controllo di autorità | VIAF (EN) 150173840 · LCCN (EN) n85359037 · J9U (EN, HE) 987007564871305171 |